# Gazeta internetowa
Gazeta internetowa – rodzaj wydawnictwa ciągłego, czasopismo publikujące i dostarczające codzienne wiadomości w internecie częściej niż raz w tygodniu. Najczęściej spotykane są dzienniki – codzienne gazety internetowe, dostarczające aktualne informacje we wszystkie dni tygodnia, lub wszystkie dni robocze.
Może też ukazywać się zarówno w internecie, jak i w postaci tradycyjnych, papierowych wydań – np. Gazeta Wyborcza. Wówczas wydanie internetowe jest dodatkowym kanałem dystrybucji oraz uzupełnieniem głównego, tradycyjnego wydania gazety. Oba wydania powinny mieć wtedy różne numery ISSN.